# Apharyngtus punicus
Apharyngtus punicus är en ringmaskart som beskrevs av Westheide 1971. Apharyngtus punicus ingår i släktet Apharyngtus och familjen Dinophilidae. Inga underarter finns listade i Catalogue of Life.